# ورویر بالاسان
ورویر بالاسان (ارمنی: Վրույր Բալասան؛  زادهٔ ۱۴ مارس ۱۹۱۴ - درگذشته ۹ فوریهٔ ۲۰۰۰) شاعر، مترجم اهل ارمنستان بود.

## زندگی‌نامه
وی در ۱۴ مارس ۱۹۱۴ در مسکو به دنیا آمد و از دانشگاه دولتی باکو فارغ‌التحصیل گشت. وی عضو اتحادیه نویسندگان اتحاد شوروی بود و در باکینسکی رابوچی و لیتراتورنی آذربایدجان و لیتراتورنایا آرمنیا فعالیت می‌کرد. همچنین برندهٔ جوایزی همچون چهره فرهنگی شایسته ارمنستان شوروی شده‌است. وی در ۹ فوریهٔ ۲۰۰۰ در سن ۸۵ سال سالگی در ایروان درگذشت.